# Оглядовість
Оглядовість — об'єктивна можливість бачити дорожню обстановку з місця водія.

Водій синього авто бачить зелене авто в бокове дзеркало, але не може побачити червону машину без повороту голови

Обмежена оглядовість — видимість дороги в напрямку руху, яка обмежена геометричними параметрами дороги, придорожніми інженерними спорудами, насадженнями та іншими об'єктами, а також транспортними засобами.

## Трамваїв і потягів

Загальний попереджувальний знак, який використовується для попередження про oглядовість навколо трамваїв і поїздів

Оглядовість також існують навколо трамваїв і потягів (локомотиви з вагонами та моторвагонний).